# Nas ne dogonjat
Nas ne dogonjat (in russo Нас не догонят?; trascritta anche come Nas ne dogonyat) è un singolo del duo musicale russo t.A.T.u., pubblicato il 21 maggio 2001 come secondo estratto dal primo album in studio 200 po vstrečnoj.
Il brano ebbe molto successo in Est Europa, vincendo un Grammofono d'oro nel 2001 e il premio annuale russo Ovacija alla "Miglior canzone dell'anno" nel 2002. Nel resto del mondo ha avuto successo nella sua versione inglese Not Gonna Get Us.

## Descrizione
Scritto da Elena Kiper, Valerij Polienko, Sergio Galoyan e Ivan Šapovalov (che l'ha anche prodotto), è considerato uno dei brani di maggior successo del duo. Esiste in due versioni: quella originale del 2001 contenuta nell'album 200 po vstrečnoj e quella pubblicata nel 2002 nello stesso album in lingua inglese 200 km/h in the Wrong Lane, questa volta prodotta da Trevor Horn. Le due versioni differiscono non per il testo ma per la musica: quella di Trevor Horn ha la base di Not Gonna Get Us, versione inglese del brano. La versione di Horn è anche presente nell'album raccolta del duo The Best (2006). 
La canzone, in una versione primordiale, fu presentata in anteprima all'evento Live in Kremlin di MTV Russia, nel marzo del 2001, e differiva leggermente da quella pubblicata ufficialmente per alcune parti del testo e per gli acuti del ritornello. La versione definitiva fu inclusa nel disco d'esordio il 21 maggio 2001 e il videoclip debuttò sulle televisioni locali lo stesso giorno.

## Video musicale
Il videoclip, diretto da Ivan Šapovalov, fu girato nella periferia moscovita nel febbraio del 2001, con una temperatura esterna di -20 °C. Le riprese sono durate tre giorni e hanno richiesto anche telecamere montate su elicotteri per le inquadrature da una prospettiva superiore. Due stuntman hanno sostituito le t.A.T.u. durante alcune riprese, come è possibile vedere nel making of del video.
Il video inizia con alcune foto segnaletiche di Julia Volkova e Lena Katina, che fanno intendere che siano state arrestate. Le ragazze però fuggono, rubano un enorme autocarro e, insieme, viaggiano lungo quello che sembra un innevato paesaggio siberiano, prendendo e leggendo una mappa. Investono un uomo che lavorava sulla strada (interpretato dallo stesso Šapovalov). Alla fine del video vengono mostrate entrambe le ragazze in piedi in cima all'autocarro, abbracciandosi in segno di trionfo. Questa sequenza scopre un'inusuale somiglianza alle sequenze finali del film Runaway Train, in cui vi recita Jon Voight, che guida un treno fuori controllo, durante una tempesta di neve.

## Accoglienza
Grazie alla popolarità della canzone, l'espressione Nas ne dogonjat è stata inclusa nel dizionario russo delle citazioni moderne del 2006 (Slovar' sovremennych citat).
Nel 2010 la rivista russa Afiša ha incluso il brano nella lista delle cento migliori canzoni degli anni 2000, descrivendola come "il principale successo musicale russo su scala globale".

## Tracce
Originale 2001 in 200 po vstrečnoj
1. Nas ne dogonjat (Нас не догонят) – 4:36

Versione 2002 in 200 km/h in the Wrong Lane
1. Nas ne dogonjat (Нас не догонят) – 4:21

CD promo (Polonia)
1. Nas ne dogonjat (They're Not Gonna Get Us) – 4:37
2. Ja sošla s uma (I've Lost My Mind) – 3:31

## Successo commerciale
Il brano fu pubblicato in Russia nella primavera del 2001 e poi nel resto dell'Est Europa a partire dall'autunno successivo, raggiungendo, insieme al precedente singolo Ja sošla s uma, la prima posizione nelle hit-parade nazionali.

## Classifiche
| Classifica (2002) | Posizione massima |
| ----------------- | ----------------- |
| Repubblica Ceca   | 7                 |
| Romania           | 1                 |

## Curiosità
- Nas ne dogonjat è stata eseguita dal vivo nella sua versione più famosa solo fino al 2003; successivamente, a causa dei problemi vocali di Julia Volkova, si optò per una versione più bassa (con Lena Katina che eseguiva il ritornello in falsetto al posto di Julia). Lo stesso brano fu successivamente indicato da Volkova come una delle ragioni della perdita della sua voce.[15]
- Le sue registrazioni hanno richiesto oltre 120 ore in studio.[15]
- Esistono diverse demo della canzone, tra cui Begite za nami (in russo Бегите за нами?), che ha le stesse strofe della versione primordiale del brano presentata nel marzo del 2001 ma con un ritornello diverso.
- Sul retro dei CD internazionali del duo, la canzone è stata traslitterata erroneamente (anche secondo gli standard anglosassoni) in Nas ne dagoniat.

## In altri media
La canzone è apparsa nei film Lilja 4-ever (2002), Marš-brosok (2003), The Code (2009), Čempiony (2014) e Lёd 2 (2020). Un remix di Nas ne dogonjat ha inoltre accompagnato l'entrata degli atleti russi alle Olimpiadi invernali 2014. Lo stesso anno è stata poi proposta sul sito ufficiale FIFA come slogan della nazionale di calcio russa ai Mondiali 2014 in Brasile.

## Cover e campionamenti
- Alla Pugačëva e Sofija Rotaru presentarono una cover di Nas ne dogonjat nel 2009,[18] successivamente inserita nell'album tributo Trib'jut t.A.T.u. "200 po vstrečnoj" (2021), che include anche altre cover del brano eseguite da altri artisti.
- La canzone Victims of Love dei Good Charlotte, proveniente dall'album Good Morning Revival, ha campionato la melodia di Nas ne dogonjat. Il brano è stato inoltre campionato dalla canzone Miss Love Tantei del duo giapponese W.